# Sefrou
Sefrou (in arabo صفرو‎?; in berbero: ⵚⴻⴼⵕⵓ) è una città del Marocco, nella provincia omonima, nella regione di Fès-Meknès.
La città è anche conosciuta come Şafrū o Şafru.
La città dista circa 40 minuti di auto da Fès, con la quale è collegata tramite autobus.

## Società

### Comunità ebraica
La città è stata storicamente sede di un'antica comunità ebraica, che alla fine del XIX secolo costituiva metà dei 4.000 abitanti. La comunità contava 5.500 unità nel 1951. La comunità, incoraggiata da agenti sionisti legati all'Agenzia ebraica e poi dal Mossad, è emigrata in massa verso Israele e Francia tra gli anni 1950 e 1960.

### Lingue e dialetti
A Sefrou è parlato un dialetto arabo pre-hilalico.
L'immigrazione dalle circostanti zone rurali ha generato la presenza in città di una cospicua comunità berberofona, componente il 28,8% della popolazione.

## Amministrazione

### Gemellaggi
- Blotzheim